# Inhibidor selectivo de la recaptación de serotonina

Serotonina.

Los inhibidores selectivos de la recaptación de serotonina o (ISRS) son una clase de compuestos generalmente usados como antidepresivos en el tratamiento de cuadros depresivos, trastornos de ansiedad, y algunos trastornos de personalidad.
Se cree que los ISRS incrementan los niveles extracelulares del neurotransmisor serotonina al inhibir su recaptación hacia la célula presináptica, por lo que aumenta la cantidad de serotonina en la hendidura sináptica disponible para unirse al receptor postsináptico. Presentan distintos grados de selectividad para otros transportadores de monoamina, en donde los ISRS puros tienen una afinidad de unión débil con los transportadores de dopamina y norepinefrina.
Los ISRS son la primera clase de fármaco psicotrópico descubierta usando el proceso llamado diseño racional de fármacos, un proceso que comienza con la identificación de un objetivo biológico específico y consiste en la creación de una molécula diseñada para afectar dicho objetivo. Son los antidepresivos más prescritos en muchos países. La eficacia de los ISRS esta comprobada. Son la opción de más alto valor para los pacientes.

## Usos médicos
La indicación principal para los ISRS es la depresión clínica. Los ISRS son frecuentemente prescritos para los trastornos de ansiedad, tal como la fobia social, trastornos de pánico, trastorno obsesivo-compulsivo (TOC), trastornos de la conducta alimentaria, dolor crónico y ocasionalmente, para el trastorno por estrés postraumático (TEPT). También son frecuentemente usados para tratar el trastorno de despersonalización, aunque generalmente con resultados insatisfactorios.

### Depresión
Los antidepresivos son recomendados por el Instituto Nacional para la Salud y la Excelencia Clínica (National Institute for Health and Clinical Excellence) (NICE) para el tratamiento de primera línea de la depresión grave y para el tratamiento de la depresión leve a moderada que persiste después de medidas conservadoras, como la terapia cognitiva.
Un estudio exhaustivo realizado por el NICE concluyó que los antidepresivos no tienen ninguna ventaja sobre el placebo en el tratamiento de la depresión leve a corto plazo, pero que la evidencia disponible apoya el uso de antidepresivos en el tratamiento de la distimia y otras formas de depresión crónica leve. Los ISRS son más recomendados que los tricíclicos debido a su mejor tolerabilidad.
En otros estudios se llegó a la conclusión general de que los antidepresivos son de poca utilidad clínica en casos de depresión leve a moderada, pero a diferencia del estudio NICE, no discriminó entre los pacientes con depresión aguda y crónica.
Dos metaanálisis de ensayos clínicos (2008 y 2010), encontraron que en la depresión leve y moderada, el efecto de los ISRS es pequeño o nulo en comparación con el placebo, mientras que en la depresión grave el efecto de los ISRS es "sustancial". Los antidepresivos de segunda generación aparecieron igualmente eficaz/ineficaz.
Un metaanálisis ampliamente difundido de 2008 combinó 35 ensayos clínicos presentados a la FDA antes de la concesión de licencias a cuatro nuevos antidepresivos, incluyendo los ISRS paroxetina y fluoxetina, el antidepresivo no-ISRS nefazodona, y el IRSN (inhibidor de la recaptación de serotonina y norepinefrina) venlafaxina. Los autores encontraron que, aunque el efecto de los antidepresivos frente al placebo era estadísticamente significativo, no superaba los criterios de NICE para un efecto clínicamente significativo. En particular, encontraron que el efecto era muy pequeño para la depresión moderada, pero aumentaba con la gravedad hasta alcanzar 'significación clínica' para la depresión muy grave. La relación entre la gravedad y la eficacia se atribuye a una reducción del efecto placebo en pacientes con depresión severa, más que a un aumento en el efecto del medicamento.
 Algunos investigadores han puesto en duda la base estadística de este estudio sugiriendo que subestima el efecto de los antidepresivos. Una revisión de 2010 llegó a conclusiones similares: en la depresión leve y moderada, el efecto de los ISRS es muy pequeño o nulo en comparación con el placebo, mientras que es clínicamente significativo en la depresión severa. Sin embargo, este análisis incluía solo 6 estudios de los más de 2000 que se han realizado, involucraba solo a dos medicamentos, y no incluía estudios con periodos placebo de lavado típicamente usados como controles.

### Trastorno de ansiedad generalizada
Los antidepresivos son recomendados por el Instituto Nacional para la Salud y la Excelencia Clínica (National Institute for Health and Clinical Excellence) (NICE) para el tratamiento del trastorno de ansiedad generalizada (TAG) que no haya respondido a medidas conservadoras, como las actividades de educación y de autoayuda. El TAG es un trastorno común cuya característica central es la preocupación excesiva por un número de acontecimientos diferentes. Los síntomas principales son la ansiedad excesiva por múltiples acontecimientos y temas y la dificultad para controlar los pensamientos preocupantes que persisten durante al menos 6 meses.
Los antidepresivos proporcionan una reducción, de modesta a moderada, de la ansiedad en el TAG y sus efectos son superiores a los del placebo en el tratamiento del TAG. La eficacia de distintos antidepresivos es similar.

### Trastorno obsesivo-compulsivo
Los ISRS son recomendados para el tratamiento de segunda línea en pacientes adultos con trastorno obsesivo-compulsivo (TOC) con deterioro funcional leve y como tratamiento de primera línea para las personas con deterioro funcional moderado o grave. En los niños, los ISRS pueden ser considerados como tratamiento de segunda línea en aquellos pacientes con deterioro funcional moderado-a-severo, con un control riguroso de los efectos psiquiátricos adversos. Los ISRS son eficaces en el tratamiento del TOC; los pacientes tratados con ISRS son aproximadamente dos veces más propensos a responder al tratamiento comparados a los tratados con placebo.

### Trastornos de alimentación
Los antidepresivos se recomiendan como primer paso alternativo o adicional a los programas de autoayuda en el tratamiento de la bulimia nerviosa. Los ISRS (en particular la fluoxetina) son preferidos sobre otros antidepresivos debido a su aceptabilidad, tolerabilidad y su reducción superior de los síntomas en los ensayos a corto plazo. La eficacia a largo plazo sigue siendo mal caracterizada.
Recomendaciones similares se aplican al trastorno por atracón. Los ISRS ofrecen reducciones a corto plazo en el comportamiento de atracones, pero no se han asociado con una pérdida de peso significativa.
Los ensayos clínicos han generado resultados principalmente negativos para el uso de los ISRS en el tratamiento de la anorexia nerviosa. Las guías de tratamiento del Instituto Nacional de Salud y Excelencia Clínica recomiendan no utilizar los ISRS en este trastorno. Los de la Asociación Americana de Psiquiatría nota que los ISRS no confieren ninguna ventaja con respecto a la ganancia de peso, pero que pueden ser utilizados para el tratamiento de condiciones depresivas, de ansiedad, o trastornos obsesivo-compulsivos coexistentes.

### Recuperación de accidentes cerebrovasculares
Los ISRS se han usado en el tratamiento de pacientes con accidente cerebrovascular, tanto para los que presentan síntomas de depresión como para los que no los presentan. Un metaanálisis reciente de ensayos clínicos aleatorizados y controlados encontró un efecto estadísticamente significativo de los ISRS en la dependencia, déficit neurológico, la depresión y la ansiedad. No hubo ningún efecto estadísticamente significativo sobre la mortalidad, déficit motores, o cognición.

### Eyaculación precoz
Una desventaja general de los ISRS en el tratamiento de la eyaculación precoz es que requieren un tratamiento diario continuo para retrasar la eyaculación significativamente. Para el tratamiento ocasional "a pedido", a pocas horas antes del coito, la clomipramina dio mejores resultados que la paroxetina en un estudio, mientras que en otro estudio tanto la sertralina como la clomipramina fueron indistinguibles de la técnica de pausa-compresión e inferiores a la paroxetina. La investigación más reciente, realizada en 2007, sugiere que el tratamiento "a pedido" con sildenafilo (Viagra) ofrece una mejora notable en la satisfacción sexual y el retraso de la eyaculación en comparación con la paroxetina diaria, con la sertralina, paroxetina o clomipramina "a pedido", y con la técnica de pausa-compresión.

## Efectos adversos
Los efectos secundarios generales se presentan en su mayoría durante las primeras 1-4 semanas, mientras que el cuerpo se adapta al medicamento (con la excepción de los efectos secundarios sexuales, que tienden a ocurrir más tarde en el tratamiento). De hecho, a menudo toma 6-8 semanas para que el medicamento alcance todo su potencial (el comienzo lento se considera un inconveniente del tratamiento con ISRS). Casi todos los ISRS son conocidos por causar uno o más de estos síntomas:
- náusea/vómitos
- somnolencia
- cefalea (muy común como efecto secundario de corta duración)
- bruxismo
- sueños muy vívidos o extraños
- mareos
- midriasis (dilatación de la pupila)
- cambios en el apetito
- insomnio o cambios en el sueño
- diarrea excesiva
- pérdida/aumento de peso (medido por un cambio en el peso corporal de 3 kilogramos)
- aumento del riesgo de fracturas óseas en 1,7 veces[31]
- cambios en el comportamiento sexual (vea la siguiente sección)
- aumento de los sentimientos de depresión y ansiedad (que a veces podrían provocar ataques de pánico)
- manía
- temblores
- disfunción autónoma incluyendo hipotensión ortostática, incremento o disminución en la sudación
- acatisia
- ideación suicida (pensamientos de suicidio)
- fotosensibilidad[32]
- parestesia
- trastornos cognitivos
- síndrome de secreción inadecuada de la hormona antidiurética

Muchos de los efectos secundarios desaparecen después de la fase de adaptación, cuando los efectos antidepresivos comienzan a tomar efecto. Sin embargo, a pesar de ser llamados generales, los efectos secundarios y sus duraciones son muy individuales y específicos al medicamento utilizado. Por lo general, el tratamiento se inicia con una pequeña dosis para ver cómo el cuerpo del paciente reacciona con el fármaco, después la dosis se puede ajustar (por ejemplo, Prozac en el Reino Unido se inicia a una dosis de 20 mg, y luego se ajusta según sea necesario a 40 mg o 60 mg). Si el fármaco resultara ineficaz, o los efectos secundarios se volvieran intolerables para el paciente, otra ruta común es cambiar el tratamiento ya sea a otro ISRS, o a un IRSN.
Un posible efecto secundario es la manía o hipomanía. Los usuarios con algún tipo de trastorno bipolar están bajo un riesgo mucho más alto, sin embargo la manía inducida por ISRS en pacientes previamente diagnosticados con depresión unipolar podría gatillar episodios bipolares; sin embargo, según DSM IV-TR, el diagnóstico de un trastorno bipolar requiere que los síntomas del individuo no provengan de los efectos secundarios de medicamentos, toxinas, abuso de drogas, u otra condición médica general.

### Disfunción sexual
Los ISRS pueden provocar varios tipos de disfunción sexual tal como anorgasmia, disfunción eréctil, y disminución del libido. Los primeros estudios encontraron que los efectos secundarios sexuales no eran significativamente diferentes del placebo, pero dado que estos estudios se basaron en información espontánea, la frecuencia fue probablemente subestimada. En estudios más recientes, los médicos preguntaron específicamente sobre dificultades sexuales, y se encontró que éstas están presentes en entre el 17 % y 41 % de los pacientes, aunque la falta de control de placebo en estos estudios significa que son posibles subestimaciones. Esto se debe a que la liberación de las concentraciones extracelulares de serotonina en el cerebro disminuye la dopamina y la norepinefrina, y esto conduce a disfunción eréctil o sexual.
La liberación de receptores 5-HT2 y 5-HT3 postsináptica disminuye la liberación de dopamina y norepinefrina desde la sustancia negra. Un número de medicamentos no están asociados con efectos secundarios sexuales (tal como bupropion, mirtazapina, tianeptina, agomelatina, y moclobemida, algunos de los cuales no están asociados con un aumento de peso).
Han aparecido en la literatura artículos basados en testimonios de pacientes que sugieren que en un porcentaje de casos, los efectos secundarios de tipo sexual (disminución de la libido, disfunción eréctil, etc.) pueden persistir después de la interrupción del tratamiento.
Por otro lado, el efecto de los ISRS para frenar la estimulación sexual podría ser utilizado como tratamiento; los ISRS han sido propuestos como medicamento para tratar la eyaculación precoz. La planta herbácea bienal Lepidium meyenii andina (también conocido como "maca") resultó ser eficaz para aliviar la disfunción sexual inducida por los ISRS en un pequeño estudio piloto aleatorizado de grupos paralelos, doble ciego, de búsqueda de dosis.
No existe un tratamiento aprobado por la FDA para la disfunción sexual inducida por los ISRS y ha habido una falta de estudios aleatorios, controlados con placebo, doble ciego, de posibles tratamientos. Hay evidencia de las siguientes estrategias de manejo: para la disfunción eréctil, la adición de un inhibidor PDE5 tal como el sildenafilo; para la disminución del libido, añadir o cambiarse a bupropion; y para la disfunción sexual en general, cambiarse a la nefazodona.

### Cardiovascular
Los efectos secundarios cardiovasculares son muy raros con el uso de ISRS, con una incidencia de menos de 0,0003 por ciento. Una serie de grandes estudios de pacientes sin cardiopatía preexistente conocida no han reportado cambios en el electrocardiograma relacionados con el uso de ISRS. Más recientemente, sin embargo, la preocupación por problemas cardíacos han dado lugar a una reducción en la dosis máxima recomendada de dos tipos de ISRS. La dosis diaria máxima recomendada de citalopram se redujo a 40 mg para la mayoría de personas y 20 mg para los mayores de 60 años de edad y algunos otros. La dosis máxima diaria recomendada de escitalopram fue reducida a 10 mg para las personas mayores de 65 años; la dosis máxima diaria para la mayoría de las demás personas permaneció igual a 20 mg. En sobredosis, la fluoxetina se ha reportado de causar taquicardia sinusal, infarto de miocardio, ritmo nodal, y trigeminismo. Algunos autores han sugerido la monitorización electrocardiográfica en pacientes con enfermedades cardiovasculares preexistentes severas que toman ISRS.

### Síndrome de discontinuación
Los antidepresivos como los ISRS tienen ciertos efectos de drogodependencia, en particular un síndrome de abstinencia. Sus propiedades de generar dependencia (dependiendo del antidepresivo) podría no ser tan significativo como otros fármacos psicotrópicos como las benzodiazepinas; sin embargo, los síntomas de abstinencia podrían ser bastante severos e incluso debilitantes. Los ISRS tienen poco potencial de abuso, pero la discontinuación puede producir perturbadores síntomas de abstinencia que podrían ser indistinguibles de una reaparición de la enfermedad original. Dado que la dependencia física es una realidad, la interrupción debe ser discutido con un médico antes de comenzar el tratamiento con este tipo de medicamentos.
Al interrumpir un ISRS o IRSN algunos médicos podrían cambiar al paciente a la fluoxetina debido a su vida media mucho más larga. Esto podría evitar muchos de los síntomas de abstinencia graves asociados con la discontinuación de ISRS/IRSN. Esto se puede hacer ya sea mediante la administración de una dosis única de 20 mg de fluoxetina o comenzando con una dosis baja de fluoxetina y poco a poco disminuyendo la dosis. Cualquier ISRS o IRSN puede solicitarse en forma líquida, lo cual permitiría una disminución muy gradual de la dosis. Alternativamente, un paciente que desee dejar de tomar un ISRS/IRSN podría visitar una farmacia de composición en el que su receta pueda reorganizarse en dosis cada vez más pequeñas. Por ejemplo, la dosis más baja de Cymbalta (duloxetina) que normalmente se puede recetar es 20 mg en cápsulas de gelatina; un farmacéutico podría dividir esta en dosis de 20, 15, 10, 5, y 2,5 mg de modo que se pueda tener lugar a una reducción crónica adecuada.

### Riesgo de suicidio

#### Niños y adolescentes
Varios estudios han encontrado que el uso de ISRS se relaciona con un mayor riesgo de conducta suicida en niños y adolescentes. Por ejemplo, un análisis hecho por la FDA en 2004 de ensayos clínicos en niños con trastorno depresivo mayor encontró un aumento estadísticamente significativo de los riesgos de "posible ideación suicida y comportamiento suicida" en alrededor de 80 %, y de agitación y hostilidad en alrededor de 130 %; Con poca frecuencia los estudios han sido inconcluyentes, sin embargo, una reciente comparación de la agresión y hostilidad ocurrente durante el tratamiento con fluoxetina v/s el placebo en los niños y adolescentes no encontró ninguna diferencia significativa entre el grupo de fluoxetina y un grupo de placebo. También hay evidencia de que las tasas más altas de prescripción de ISRS están asociadas con menores tasas de suicidio en niños, aunque debido a que la evidencia es correlacional, la verdadera naturaleza de la relación no está clara.
En 2004, la MHRA en el Reino Unido consideró la fluoxetina (Prozac es la marca comercial) de ser el único antidepresivo que ofrecía una relación riesgo-beneficio favorable en los niños con depresión, aunque también se asoció con un ligero aumento en el riesgo de autolesiones e ideación suicida. Sólo dos ISRS tienen licencia para su uso en niños en el Reino Unido, la sertralina y la fluvoxamina, y solo para el tratamiento del trastorno obsesivo-compulsivo. La fluoxetina no tiene licencia para este uso.

#### Adultos
No está claro si los ISRS afectan el riesgo de comportamiento suicida en adultos.
- Un metaanálisis del 2005 de los datos de compañías farmacéuticas no encontró ninguna evidencia de que los ISRS aumentaran el riesgo de suicidio, sin embargo, efectos protectores o de riesgo importante no pueden ser excluidos.[60] También entre los pacientes adultos de alto riesgo, el tratamiento farmacológico antidepresivo no parece estar relacionado con los intentos de suicidio y la muerte.[53]
- Una revisión hecha en el año 2005 observó que los intentos de suicidio se incrementan en los que usan los ISRS en comparación con el placebo y en comparación con otras intervenciones terapéuticas distintas a los antidepresivos tricíclicos. No se detectó ninguna diferencia en el riesgo de intento de suicidio entre los ISRS con los antidepresivos tricíclicos.[61]
- Por otro lado, una revisión de 2006 sugiere que el uso generalizado de los antidepresivos en la nueva "era de los ISRS" parece haber dado lugar a una disminución altamente significativa en las tasas de suicidio en la mayoría de los países con tasas altas de suicidio. El descenso es particularmente notable en las mujeres que, en comparación con los hombres, buscan más ayuda para la depresión. Recientes datos clínicos de grandes muestras en los EE. UU. también han puesto de manifiesto un efecto protector de los antidepresivos contra el suicidio.[62]
- Un metaanálisis hecho en el año 2006 de ensayos controlados aleatorios sugiere que los ISRS aumentan la ideación suicida en comparación con el placebo. Sin embargo, los estudios observacionales sugieren que los ISRS no aumentaron el riesgo de suicidio más que los antidepresivos más antiguos. Los investigadores indicaron que si los ISRS aumentan el riesgo de suicidio en algunos pacientes, el número de muertes adicionales es muy pequeña, porque los estudios ecológicos han encontrado generalmente que la mortalidad por suicidio ha disminuido (o al menos no ha incrementado) con el aumento del uso de ISRS.[63]
- Un metaanálisis adicional hecho por la FDA en el 2006 encontró un efecto de los ISRS relacionado con la edad. Entre los adultos menores de 25 años, los resultados indicaron que había un mayor riesgo de comportamiento suicida. En los adultos entre 25 y 64 años, el efecto parece neutral respecto a la conducta suicida, pero posiblemente protector contra el comportamiento suicida en adultos entre las edades de 25 y 64 años. En los adultos mayores de 64 años, los ISRS parecen reducir el riesgo de comportamiento suicida.[51]

#### Advertencias de suicidio
Las conclusiones de la FDA resultaron a una advertencia de recuadro negra en los rotulados de los ISRS y otros antidepresivos sobre el aumento del riesgo de comportamiento suicida en los pacientes menores de 24. Avisos similares de precaución también fueron implementados por el Ministerio japonés de Salud. En el 2004, la Agencia Reguladora de Medicamentos y Productos Sanitarios del Reino Unido emitió una advertencia sobre el aumento de "insomnio, agitación, pérdida de peso, dolor de cabeza, temblores, pérdida de apetito, autolesiones y pensamientos suicidas" cuando los medicamentos son utilizados por niños y adolescentes.
La introducción de una advertencia respecto a la asociación entre los ISRS y el suicidio por la FDA en el 2004 condujo a una dramática disminución en las prescripciones de estos medicamentos a los jóvenes. Al principio, hubo preocupaciones de que la disminución en las prescripciones causada por las advertencias podría aumentar el número de suicidios de adolescentes en los EE. UU. Sin embargo, los datos más recientes del Centro Nacional de Estadísticas de Salud de los EE. UU. probaron lo contrario; las tasas de suicidio en personas menores de 25 años han disminuido entre 2004 y 2007.

### Embarazo y lactancia
El uso de ISRS durante el embarazo se asocia con una mayor tasa de abortos involuntarios, defectos de nacimiento, hipertensión pulmonar persistente del recién nacido, síndrome conductual del recién nacido, y posiblemente problemas de comportamiento a largo plazo. El riesgo de aborto espontáneo se incrementa alrededor de 1,7 veces.
La FDA emitió una declaración el 19 de julio de 2006 indicando que las madres lactantes que tomen ISRS deben discutir el tratamiento con sus médicos. Sin embargo, la literatura médica sobre la seguridad de los ISRS ha determinado que algunos ISRS como la sertralina y paroxetina se consideran seguros para la lactancia materna.
El uso materno de ISRS podría estar asociado con el autismo.

#### Síndrome de abstinencia neonatal
El síndrome de abstinencia neonatal es un síndrome de abstinencia en recién nacidos. Ha sido documentado en el tratamiento con ISRS. Para noviembre de 2003, se habían notificado un total de 93 casos de uso de ISRS asociados ya sea con convulsiones neonatales o síndrome de abstinencia. Posteriormente, los autores de un estudio de The Lancet concluyeron que los médicos deben evitar o manejar con cautela la prescripción de estos fármacos a las mujeres embarazadas con trastornos psiquiátricos.

#### Alteraciones neuropsicológicas debido al uso de ISRS durante la infancia
Desde principios de la década de los 80, los científicos han utilizado una técnica llamada clomipramina neonatal para producir animales utilizados en investigaciones de la depresión. Si a las ratas se les da el antidepresivo tricíclico clomipramina a los 8-21 días de edad, éstos desarrollan cambios de conducta en la edad adulta que se asemejan a la depresión en los seres humanos. En 1997 Lundbeck encontró que el tratamiento con el SSRI LU-10-134-C, que sólo se diferencia de su producto citalopram por dos átomos, podría dar resultados similares a los de la clomipramina. Posteriormente se encontró que el citalopram y escitalopram neonatal hace cambios persistentes en la transmisión serotoninérgica del cerebro que resultan en cambios de comportamiento, que son invertidos mediante el tratamiento con antidepresivos. Al tratar ratones normales y knock-out que carecen del transportador de serotonina con fluoxetina, los científicos mostraron que las reacciones emocionales normales en la edad adulta, como una latencia corta para escapar de los choques eléctricos en los pies y la inclinación a explorar nuevos entornos, dependían de la actividad de los transportadores de serotonina durante el período neonatal.
Sin embargo, cuando los ratones jóvenes fueron tratados con el ISRN desipramina, los ratones se desarrollaron en adultos normales, lo que sugiere que la serotonina y la norepinefrina tienen diferentes efectos en el cerebro en desarrollo. En los seres humanos, la etapa de desarrollo sensible a los ISRS corresponde al último trimestre hasta los primeros años de vida. Un estudio mostró que los niños de 4 años de edad con exposición perinatal a los ISRS se comportan normalmente. Sin embargo, los ratones y ratas pequeñas también parecen comportarse de manera normal hasta que llegan a la pubertad y desarrollan trastornos de conducta.
El mecanismo se desconoce, pero al parecer la sobreestimulación precoz del receptor 5HT-1, que regula la producción de serotonina, resulta en una baja producción de serotonina después de la pubertad.

#### Hipertensión pulmonar persistente
La hipertensión pulmonar persistente (HTPP) es una enfermedad pulmonar grave y potencialmente mortal, aunque rara, que ocurre poco después del nacimiento del recién nacido. Los recién nacidos con HTPP tienen la presión alta en los vasos sanguíneos del pulmón y no son capaces de obtener suficiente oxígeno en su torrente sanguíneo. De 1 a 2 bebés por cada 1000 niños nacidos en los EE. UU. desarrollan HTPP poco después del nacimiento y, con frecuencia necesitan atención médica intensiva. Un estudio encontró que la HTPP es seis veces más comunes en bebés cuyas madres tomaron un antidepresivo ISRS después de la 20.ª semana del embarazo en comparación con los bebés de madres que no tomaron un antidepresivo.
Un estudio de cohorte de base poblacional, que incluyó 1,6 millones de nacimientos vivos en cinco países nórdicos, de mujeres con las prescripciones de ISRS rellenas después de la 20.ª semana de gestación después de la última menstruación demostró un mayor riesgo de hipertensión pulmonar persistente (HTPP) en comparación con niños de control (ajustado RR 2,1, IC 95 %: 1,5-3). El aumento del riesgo de la HTPP fue de magnitud similar para la clase de fármacos ISRS (fluoxetina, citalopram, paroxetina, sertralina, escitalopram). Este estudio mostró que el riesgo absoluto de HTPP sólo aumentaría la incidencia de 0,1 a 0,3 por ciento de los nacimientos vivos con exposición SSRI prenatal tardía.

### Tendencias hemorrágicas
Los ISRS parecen aumentar el riesgo de hemorragias. Esto incluye un aumento del riesgo de hemorragia gastrointestinal, hemorragia postoperatoria, y hemorragia intracraneal. Se sabe que los ISRS causan disfunción plaquetaria.

### Sobredosis
Los ISRS parecen ser más seguros en casos de sobredosis en comparación con los antidepresivos tradicionales, tales como los antidepresivos tricíclicos. Esta seguridad relativa es apoyada tanto por series clínicas y estudios de muertes por número de recetas. Sin embargo, los informes de casos de intoxicación por ISRS han indicado que se puede producir toxicidad severa y se han registrado muertes después de ingestiones únicas masivas, aunque esto es sumamente raro en comparación con los antidepresivos tricíclicos.
Debido al amplio índice terapéutico de los ISRS, la mayoría de los pacientes tienen síntomas leves o simplemente no tienen síntomas seguidos de una sobredosis moderada. El efecto grave más común después de una sobredosis de ISRS es el síndrome serotoninérgico; la toxicidad por serotonina se asocia generalmente con altas sobredosis o ingestión múltiple de drogas. Otros efectos significativos registrados incluyen coma, convulsiones y cardiotoxicidad.
El tratamiento para la sobredosis de ISRS se basa principalmente en el cuidado sintomático y de apoyo. La atención médica puede ser requerida para la agitación, el mantenimiento de las vías respiratorias, y el tratamiento del síndrome serotoninérgico. La monitorización ECG es usualmente indicada para detectar cualquier anomalía cardiaca.

## Contraindicaciones e interacciones farmacológicas
Una contraindicación importante de los ISRS es el uso concomitante de IMAO (inhibidores de la monoaminooxidasa). Es probable que esto cause el síndrome serotoninérgico.
Las personas que toman ISRS también deben evitar tomar pimozida (un antipsicótico derivado de la difenilbutilpiperidina). El clorhidrato de tramadol puede, en raros casos, producir convulsiones cuando se toma en combinación con un SSRI o un antidepresivo tricíclico. La insuficiencia hepática es otra contraindicación para los medicamentos de este tipo.
Los ISRS pueden aumentar los niveles en sangre y el riesgo de toxicidad de ciertos medicamentos:
1. medicamentos altamente unidos a proteínas como la warfarina y la digoxina
2. agentes antiarrítmicos como la propafenona o flecainida (Tambocor)
3. beta bloqueadores como el metoprolol o propranolol
4. antidepresivo tricíclico como la amitriptilina, etc.
5. triptanes como el sumatriptán, etc.
6. benzodiazepinas como el alprazolam o diazepam
7. carbamazepina
8. cisaprida
9. clozapina
10. ciclosporina
11. haloperidol
12. fenitoína
13. pimozida
14. teofilina

Ciertos medicamentos pueden aumentar la toxicidad de los ISRS:
1. alcohol y otros depresores del SNC
2. colorante azul de metileno
3. diuréticos
4. IMAO - síndrome serotoninérgico potencialmente mortal
5. aminas simpaticomiméticas como la pseudoefedrina
6. litio
7. sibutramina
8. MDMA (éxtasis)
9. zolpidem[97]
10. dextrometorfano (supresor de la tos) - aumento del riesgo del síndrome serotoninérgico
11. tramadol (efecto sinérgico serotoninérgico que podría aumentar el riesgo de convulsiones o del síndrome serotoninérgico)
12. petidina/meperidina -  aumento del riesgo del síndrome serotoninérgico
13. hierba de San Juan o pausinystalia johimbe - aumento del riesgo del síndrome serotoninérgico

Los analgésicos de la familia de fármacos AINE pueden interferir y reducir la eficacia de los ISRS:
1. aspirina
2. ibuprofeno
3. naproxeno

Los ISRS también interfieren directamente con los ligandos de los receptores 5-HT, al igual que las drogas psicodélicas y entactógenos. Los ISRS disminuyen fuertemente los efectos de las triptaminas (por ejemplo psilocibina y LSD), y feniletilaminas, y eliminan casi por completo los efectos serotoninérgicos de MDMA. El mecanismo exacto que causa esta interacción no está aún clara. [cita requerida]

## Mecanismo de acción
Se cree que los ISRS actúan mediante la inhibición de la recaptación de la serotonina después de haber sido liberada en la sinapsis. Cuánto un individuo responderá a esto, sin embargo, depende también de la genética. Además, se han sugerido varios otros mecanismos para el efecto deseado, por ejemplo, neuroprotección y antiinflamatoria y factores inmunomoduladores. Tomados en conjunto, los ISRS tiene varias ventajas en comparación con los antidepresivos tricíclicos (ATC) y profármacos 5-HT. Sin embargo, este último podría ser necesario en ciertas situaciones como complementario a los ISRS.

### Comprensión básica
En el cerebro, los mensajes se pasan entre dos células nerviosas a través de una sinapsis química, un pequeño espacio entre las células. La célula (presináptica) que envía la información libera neurotransmisores (incluyendo la serotonina) en la brecha sináptica. Los neurotransmisores son posteriormente reconocidos por receptores ubicados sobre la superficie de la célula (postsináptica) receptora, que, después de esta estimulación, transmite la señal. Alrededor del 10 % de los neurotransmisores se pierde en este proceso, y el otro 90 % son liberados de los receptores y retomados por los transportadores de monoaminas que los envían de vuelta a la célula (presináptica) transmisora (un proceso llamado recaptación).
Para estimular la célula receptora, los ISRS inhiben la recaptación de la serotonina. Como resultado, la serotonina se mantiene en la brecha sináptica más de lo que lo haría normalmente, y puede estimular repetidamente los receptores de la célula receptora. El modelo actual de los ISRS (la hipótesis de la monoamina) supone que un nivel homeostático inferior de serotonina es el principal responsable de la depresión. Si bien esto es en los casos de depresión mayor, los casos menores a moderados no son tan claros, y podrían de hecho ser causados por un exceso de serotonina en áreas específicas del cerebro.
Algunas investigaciones recientes apuntan a más de un solo tipo de señalización química —el modelo de sinapsis clásico— involucrando a la serotonina. Los astrocitos son "células auxiliares" en el cerebro que no participan directamente en la señalización química, sino que desempeñan un papel importante en la homeostasis de muchos niveles químicos en el cerebro. Investigación reciente sugiere que la serotonina es una de las hormonas reguladas por astrocitos, y que los astrocitos recaptan, empaquetan, y reenvían la serotonina de una manera similar a los axones neuronales, pero no tienen los terminales post-sinápticos correspondientes, por lo tanto, parecieran funcionar sólo para controlar los niveles locales de serotonina en el líquido cefalorraquídeo.
Aún más la investigación pone de manifiesto que el modelo actual de la actividad antidepresiva de los ISRS podría estar mal dirigido, ya que un medicamento que funciona de manera totalmente opuesta a los ISRS —la tianeptina, un potenciador selectivo de recaptación de serotonina— también presenta actividad antidepresiva, especialmente en pacientes resistentes al tratamiento con ISRS. El efecto de un ESRS en comparación con un ISRS requiere que la naturaleza de la señalización de la serotonina en las áreas del cerebro relacionadas con el estado de ánimo y la cognición necesita mayor aclaración. Si los disparos de serotonina son regularmente fásicas (relacionada con las ondas cerebrales), o rápidas y discretas, entonces los ISRS simplemente comprimen el potencial de señal en los receptores afectados (bajando el máximo potencial y subiendo el mínimo) al causar una señal sobrante constante (la serotonina dejada en la brecha sináptica) junto con señales posteriores más débiles (debido a la disminución de la serotonina presináptica disponible para enviar nuevas señales). Mediante este modelo hipotético, los ESRS aumentan la separación potencial de la señal (mínimo a máximo) en los sitios 5-HT afectados al reducir los niveles de serotonina libre y aumentando la cantidad recaptada en los axones para enviar nuevas señales.

### Farmacodinámica
Los ISRS inhiben la recaptación del neurotransmisor serotonina (5-hidroxitriptamina o 5-HT) en la célula presináptica, aumentando los niveles de 5-HT dentro de la hendidura sináptica.
Sin embargo, hay un efecto contrarrestante: los niveles altos de serotonina no sólo activarán los receptores postsinápticos, sino que también inundan los autorreceptores presinápticos, que sirven como un sensor de retroalimentación para la célula. La activación de los autorreceptores (mediante agonistas como la serotonina) desencadena una disminución en la producción de serotonina. La deficiencia de serotonina resultante persiste durante un tiempo, ya que la inhibición del transportador es el causante primario de la deficiencia y por lo tanto, no es capaz de compensar la deficiencia de serotonina. El cuerpo se adapta gradualmente a esta situación mediante la reducción (regulación negativa) de la sensibilidad de los autorreceptores.
Otro proceso de adaptación provocado por los ISRS es la regulación a la baja de los receptores postsinápticos de serotonina 5-HT2A. Después del uso de un ISRS, puesto que hay más serotonina disponible, la respuesta es disminuir el número de receptores postsinápticos a lo largo del tiempo, y en el largo plazo esto modifica la relación de serotonina/receptor. Esta regulación a la baja del 5-HT2A se produce cuando los efectos antidepresivos de los ISRS se hacen evidentes. Además, los pacientes depresivos y suicidas fallecidos han tenido más receptores 5-HT2A que los pacientes normales. Estas consideraciones sugieren que la hiperactividad del 5-HT2A está implicada en la patogénesis de la depresión.
La mayoría de los receptores de serotonina sobre la superficie de la célula están acoplados a una proteína G en su interior. Estas proteínas activan o inhiben segundos mensajeros, que a su vez afectan a los factores de transcripción. Los factores de transcripción son proteínas que se ajustan al principio de un gen y le dicen a la célula que empiece a utilizarlo.
Estas lentas adaptaciones neurofisiológicas del tejido cerebral son la razón del por qué es necesario por lo general varias semanas de uso continuo de ISRS para que el efecto antidepresivo se manifieste completamente, y por qué el aumento de la ansiedad es un efecto secundario común en los primeros días o semanas de uso.

### Rol en la liberación de FNDC
Los ISRS actúan sobre las vías de señales tales como AMPc (AMP cíclico) en la célula postsináptica neuronal, lo que lleva a la liberación del factor neurotrófico derivado del cerebro (FNDC). El FNDC aumenta el crecimiento y la supervivencia de las neuronas corticales y las sinapsis.

### Farmacogenética
Grandes cuerpos de investigación están dedicados al uso de marcadores genéticos para predecir si los pacientes responderán a los ISRS o tendrán efectos secundarios que causarán su interrupción, aunque estas pruebas aún no están listas para su uso clínico generalizado. El polimorfismo de nucleótido único del gen 5-HT(2A) correlacionó con la interrupción de paroxetina debido a los efectos secundarios en un grupo de pacientes ancianos con depresión mayor, pero no así con la interrupción de mirtazapina (un antidepresivo no ISRS).

### Neuroprotección
Estudios sugieren que los ISRS podrían promover el crecimiento de nuevas conexiones neuronales o la neurogénesis en ratas. Además, los ISRS podrían proteger contra la neurotoxicidad causada por otros compuestos (por ejemplo, la fenfluramina), así como de la depresión en sí. Se ha encontrado que los ISRS inducen la muerte celular programada en el linfoma de Burkitt y en tumores cerebrales neuroblastoma y glioma con un efecto mínimo en el tejido normal.

### Antiinflamatorio e inmunomodulación
Estudios recientes muestran que procesos de citoquinas proinflamatorias tienen lugar durante la depresión, la manía y el trastorno bipolar, además de enfermedades somáticas (tal como la hipersensibilidad autoinmune) y es posible que los síntomas que se manifiestan en estas enfermedades psiquiátricas están siendo atenuadas por los efectos farmacológicos de los antidepresivos sobre el sistema inmune.
Los ISRS han demostrado efectos inmunomoduladores y antiinflamatorios contra procesos de citoquinas pro-inflamatorias, específicamente en la regulación del interferón gamma (IFN-γ) y la interleucina-10 (IL-10), así como el TNF-alfa y la interleucina-6 (IL-6). También se ha demostrado que los antidepresivos suprimen la regulación positiva de TH1.
Futuros antidepresivos serotonérgicos podrían ser diseñados para dirigirse específicamente al sistema inmune ya sea mediante el bloqueo de las acciones de las citoquinas pro-inflamatorias o el aumento de la producción de citocinas antiinflamatorias.

### ISRS frente a los ATC
Los ISRS son descritos como 'selectivos' porque afectan sólo a las bombas responsables de la recaptación de la serotonina, a diferencia de los antidepresivos anteriores, que también afectan a otros neurotransmisores monoaminas, y como resultado, los ISRS tienen menos efectos secundarios.
No parece haber una diferencia significativa en la eficacia entre los ISRS y los antidepresivos tricíclicos, que eran la clase de antidepresivos más comúnmente usada antes del desarrollo de los ISRS.
Sin embargo, los ISRS tienen la importante ventaja de que su dosis tóxica es alta, y, por lo tanto, son mucho más difíciles de usar como medio para llevar a cabo un suicidio. Además, tienen menos y más leves efectos secundarios. Los antidepresivos tricíclicos también tienen un mayor riesgo de efectos secundarios cardiovasculares graves, algo que los ISRS carecen.

### ISRS frente a Profármacos-5-HT
La serotonina no puede ser administrada directamente, porque cuando se ingiere por vía oral, no cruzará la barrera hematoencefálica, y por lo tanto no tendría ningún efecto en las funciones cerebrales. Además, la serotonina activaría cada sinapsis que alcance, mientras que los ISRS sólo mejoran la señal que ya esté presente, pero demasiado débil para salir adelante.
La selectividad de la membrana se puede reducir para un medicamento inyectándolo en una solución de azúcar concentrada. La alta presión osmótica de la solución de azúcar hace que las células endoteliales de los capilares se encojan, lo que abre brechas entre sus uniones estrechas y hace que la barrera sea más permeable. Como resultado, el fármaco puede entrar en el tejido cerebral.

#### ISRS junto con Profármacos-5-HT
La serotonina biosintética se hace a partir del triptófano, un aminoácido. En 1989, la FDA hizo el triptófano disponible sólo con receta, en respuesta a un brote del síndrome eosinofilia-mialgia causado por los suplementos de L-triptófano impuros vendidos como medicamento de venta directa. Con las normas actuales, el L-triptófano está de nuevo disponible sin receta en los EE. UU. como también como el suplemento 5-HTP, que es un precursor directo de la serotonina.